# Dálnice A1 (Černá Hora)

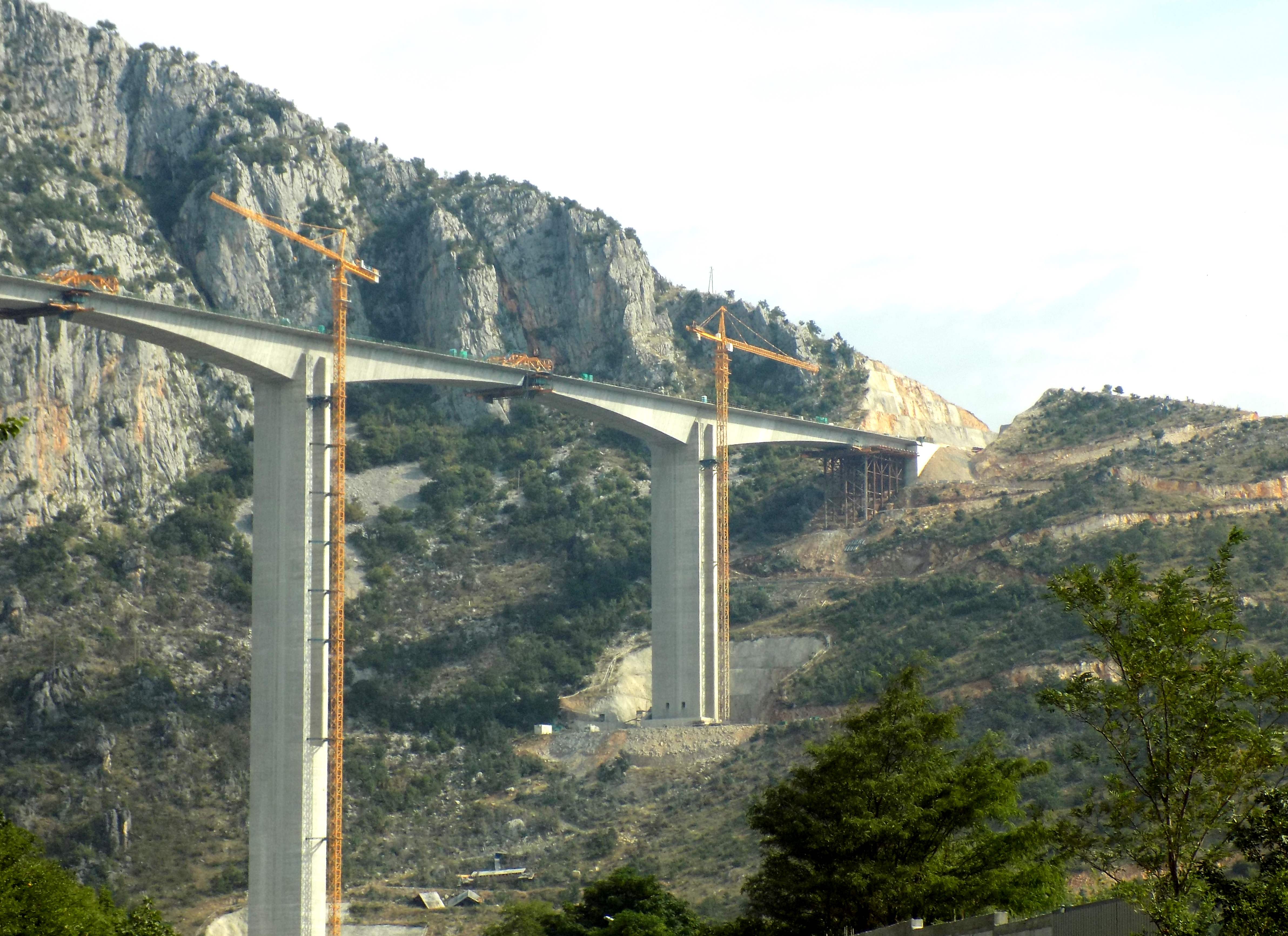
Stavba mostu Moračica

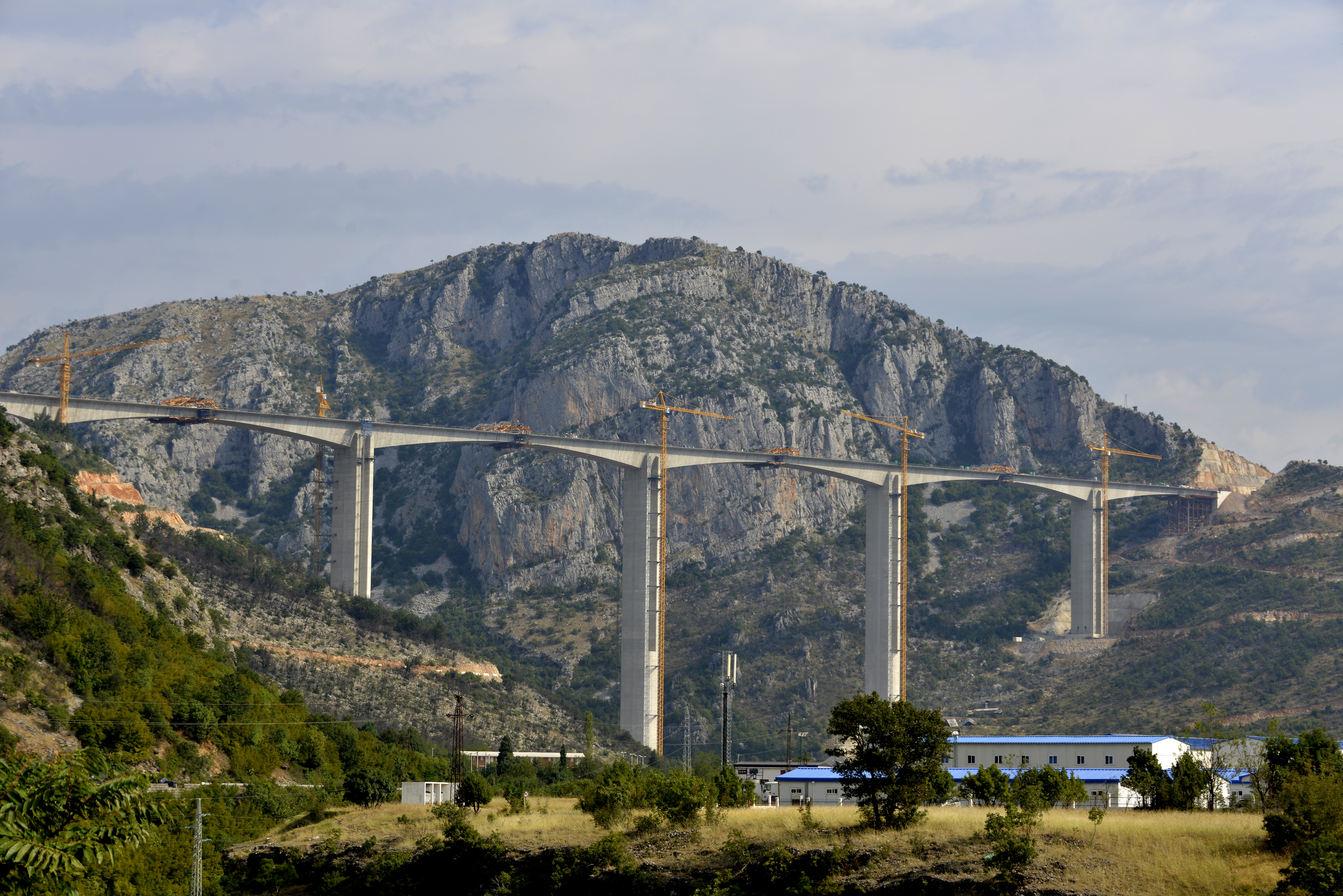
Stavba mostu Moračica

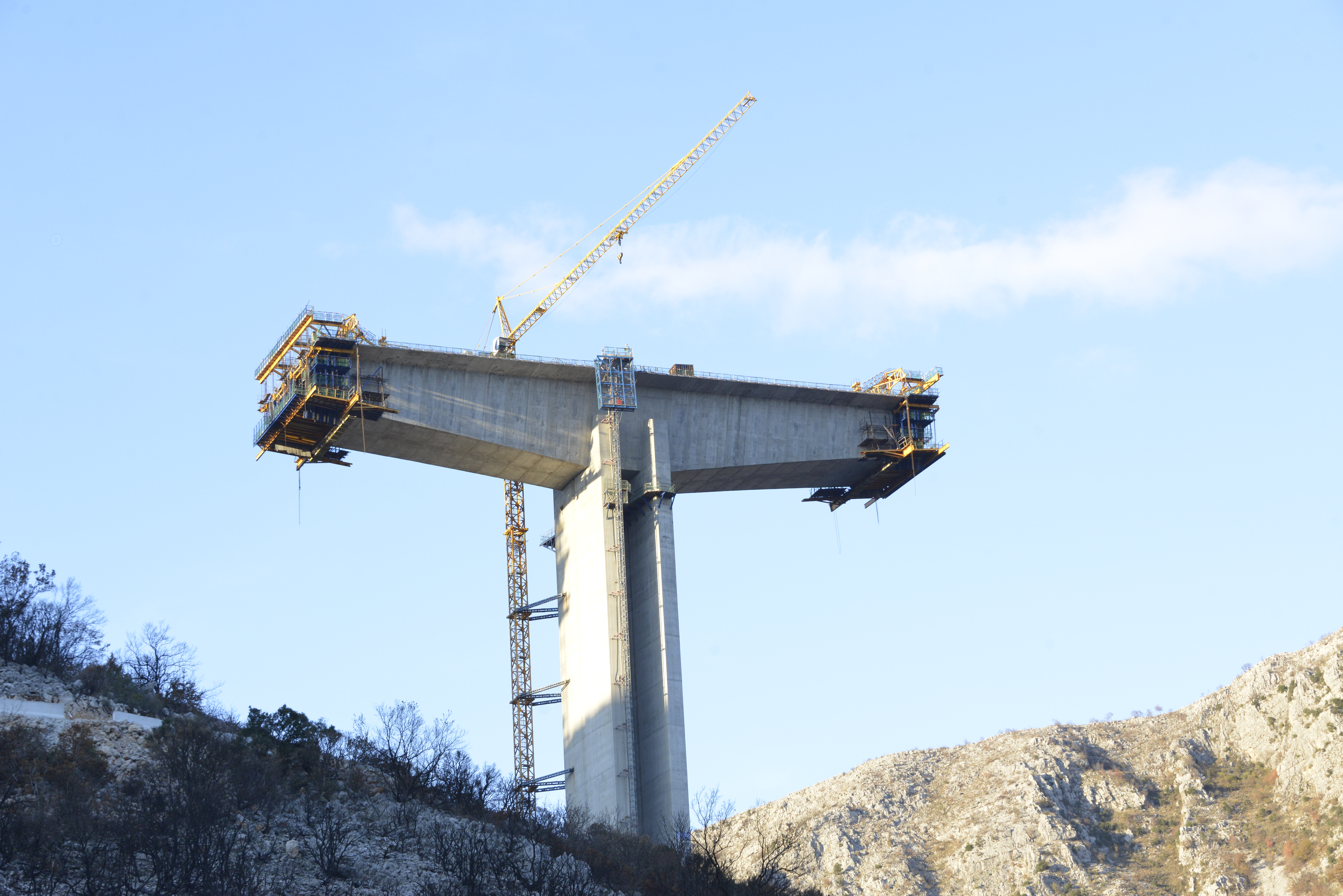
Stavba mostu Moračica

Dálnice A1 je jediná dálnice v Černé Hoře. Po dokončení propojí Bar a Srbsko, kde bude pokračovat jako A2 do Bělehradu. První a v současnosti jediný plnohodnotný úsek byl otevřen 13. července 2022 o délce 41 km. Na trase se nachází 16 tunelů, z nichž nejdelší tunel Vjeternik měří 3039 m (druhá trouba 2825). Ještě delší je však jednotubusový silniční tunel Sozina poblíž Baru, dlouhý 4189 m. Ten byl otevřen již 13. července 2005. Na dálnici se nachází mnoho dalších tunelů, jako například Kosman (2671 m) Vežešnik (2474 m a 2414 m), Mala Trava (1900 a 1884 m) nebo Jabučki Krš (1430 a 1370 m). Významným mostem je most Moračica.

## Historie
V říjnu 2008 byl zveřejněn plán na dálniční propojení Baru a Boljare dálnicí. Již předtím byl dokončen krátký dvoupruhový úsek s tunelem Sozina, otevřený 13. července 2005. Prioritu nyní dostala střední část dálnice severovýchodně od hlavního města Podgorici. V březnu 2009 bylo vyhlášeno výběrové řízení na stavbu úseku, které v červnu téhož roku vyhrálo chorvatské sdružení vedené firmou Konstruktor. Stavba byla za přítomnosti černohorského, srbského a chorvatské předsedkyně vlády zahájena 15. října 2009, ale chorvatské sdružení nedokázalo zajistit bankovní garanci a ze smlouvy odešlo. Stejně dopadl i pokus podepsat smlouvu s řecko-izraelským sdružením, které se umístilo na druhém místě v soutěži.
V dubnu 2013 se černohorská vláda dohodla na spolupráci s čínskou Exim Bankou a China Roads and Bridge Group (CCCC). V prosinci 2014 byla veškerá jednání úspěšně dokončena. Stavba byla zahájena v květnu následujícího roku. Podle původního plánu by měla být dálnice otevřena již v květnu 2019, nakonec však byla dokončena až o tři roky a dva měsíce později.
Pilíře nejvyššího mostu Moračica byly dokončeny v říjnu 2017. Pravý tubus tunelu Klopot byl proražen 25. srpna 2017. V tomto roce byly proraženy též tunely Jabučki Krš (1370 m a 1430 m), Mrke (829 a 800) a Vilac (815 a 950 m). V roce 2018 byly proraženy tunely Mrki Krš (700 m), Mala Trava (1900 a 1884 m), Suka (600 m) a Vežešnik (2474 m a 2414 m). Nejdelší tunel střední části dálnice, tunel Vjeternik (3039 m a 2852 m) byl proražen 9. července 2018. Celá stavba byla dokončena 13. července 2022.